# Hydriomena frigidata
Hydriomena frigidata är en fjärilsart som beskrevs av Walker 1863. Hydriomena frigidata ingår i släktet Hydriomena och familjen mätare. Inga underarter finns listade i Catalogue of Life.